# واهرام یغشاتیان
واهرام یغشاتیان (ارمنی: Վահրամ Աշոտի Եղշատյան؛  ۲۳ آوریل ۱۹۱۸ – ۱ اکتبر ۲۰۰۸) یک بازیگر اهل ارمنستان بود. وی بین سال‌های - تا - میلادی فعالیت می‌کرد.

## زندگی‌نامه
وی در ۲۳ آوریل ۱۹۱۸ در قاراکیلیسا به دنیا آمد . وی در تئاتر مخاطبان جوانان، تئاتر دراماتیک ارمنیان تفلیس، فرهنگستان دولتی تئاتر سوندوکیان فعالیت می‌کرد. وی همچنین برندهٔ جوایزی همچون هنرمند شایسته ارمنستان شوروی (۱۹۸۵) و هنرمند افتخاری گرجستان شوروی شده‌است. وی در ۱ اکتبر ۲۰۰۸ در سن ۹۰ سالگی در ایروان درگذشت.

## گزیده فیلمشناسی
از فیلم‌ها یا برنامه‌های تلویزیونی که وی در آن نقش داشته‌است می‌توان به برادران سارویان اشاره کرد. 